# Popowo Borowe
Popowo Borowe – wieś sołecka w Polsce położona w województwie mazowieckim, w powiecie nowodworskim, w gminie Nasielsk. Leży 40 km na północ od centrum Warszawy.
| SIMC    | Nazwa | Rodzaj    |
| ------- | ----- | --------- |
| 0120483 | Budki | część wsi |

## Historia
W XVI wieku wieś drobnoszlachecka, gospodarowano za pomocą rodziny lub czeladzi, nie posiadali poddanych chłopów. Według rejestrów podatkowych z 1576 roku podatek gruntowy Popowa Borowego pobierano z 4 łanów (1 łan = ok. 16,5 ha).
W drugiej połowie XVIII wieku na południe od miejscowości miał miejsce intensywny wyrąb lasów, drewno wywożono i spławiano do Prus. Po wykarczowaniu grunty przeznaczano pod uprawę albo na sprzedaż mieszkańcom Popowa lub tzw. kolonistom, zwiększyła się liczba mieszkańców. Do gruntów po wykarczowaniu pretensje rościli sobie właściciele sąsiednich miejscowości Jaskółowa, Zabłocia i Gut. W 1775 roku spora część południowej części Popowa należało do Teodora Mokrskiego, a po śmierci do jego braci, Ludwika i Wojciecha.
Z wizytacji kościoła w Nasielsku w dniu 3 lipca 1817 r. określają Popowo Borowe jako miejscowość należącą do braci szlacheckiej. Z powyższego dokumentu wynika, że w miejscowości znajdowało się 34 domy i było zamieszkane przez 173 mężczyzn (w tym 60 dorosłych) oraz 151 kobiet (w tym 58 dorosłych). W 1827 Popowo liczyło 43 domy, w których zamieszkiwało 312 mieszkańców. Natomiast z Słownika Królestwa Polskiego dowiadujemy się, że w tym czasie w Popowie istniała szkoła początkowa ogólna, zapewne utrzymywana przez brać szlachecką dla kształcenia własnych dzieci.
W dniach 15-17 stycznia 1863 r., tuż przed wybuchem powstania styczniowego, młodzież warszawska skryła się przed branką do rosyjskiego wojska między innymi w lasach Jabłonny i Popowa. Punktem zbiórki dla wszystkich miała być później wieś Karolino koło Serocka. Szczęśliwie dotarło tam ok. 200 osób, których do Nasielska poprowadził Robert Skowroński. Chłopcy ci zostali potem żołnierzami oddziału powstańczego.
W 1931 roku komasacja gruntów przeprowadzona między innymi przez Feliksa Łaniewskiego, była przyczyną powstania tzw. kolonii Popowa Południe i Popowa Północ.
Dnia 23 czerwca 1950 r. w wyniku zdrady, donosiciela o kryptonimie "Bartosz" został otoczony oddział (żołnierzy wyklętych) Władysława Grudzińskiego "Pilota", który poległ razem z podkomendnymi (Kazimierz Chrzanowski "Wilk" oraz dwaj pochodzący z Popowa: Hieronim Żbikowski "Gwiazda" i Czesław Wilski "Brzoza").
W Popowie Borowym działa szkoła podstawowa.
W Popowie Borowym urodził się 6 lutego 1856 r. ksiądz Władysław Żbikowski, syn Jana i Feliksy z d.Ostaszewska. Był to pierwszy proboszcz parafii Dążdżewo, wybudował plebanię i zakupił dzwony do kościoła.
W latach 1975–1998 miejscowość administracyjnie należała do województwa ciechanowskiego.

## Demografia
Dane z roku 2021:
|           | Ogółem | Kobiety | Mężczyźni |
| --------- | ------ | ------- | --------- |
| Jednostka | osoby  | %       | %         |
| Populacja | 322    | 51,2    | 48,8      |